# 武白
武 白（ぶ はく、生没年不詳）は、遼（契丹）の学者・政治家。

## 経歴
北宋に仕えて国子博士をつとめ、相州知州として赴任する途中、通利軍で遼軍の捕虜となった。遼に仕えて上京国子博士に任じられた。臨潢県令をつとめ、広徳軍節度副使に転じた。
かつて宰相の劉慎行が子の妻の姚氏と私通したと訴えられたことがあった。聖宗が武白に命じて調べさせると、武白は訴えが事実であると認定した。武白は高麗への使者をつとめて帰国した後、臨時に中京留守をつとめることになった。これは劉慎行の諸子たちによって戸籍の管理の不実をとがめられ、左遷されたものである。
ほどなく尚書左丞・知枢密院事に転じ、遼興軍節度使に任じられた。後に致仕した。

## 伝記資料
- 『遼史』巻82 列伝第12